# Jörg Jará

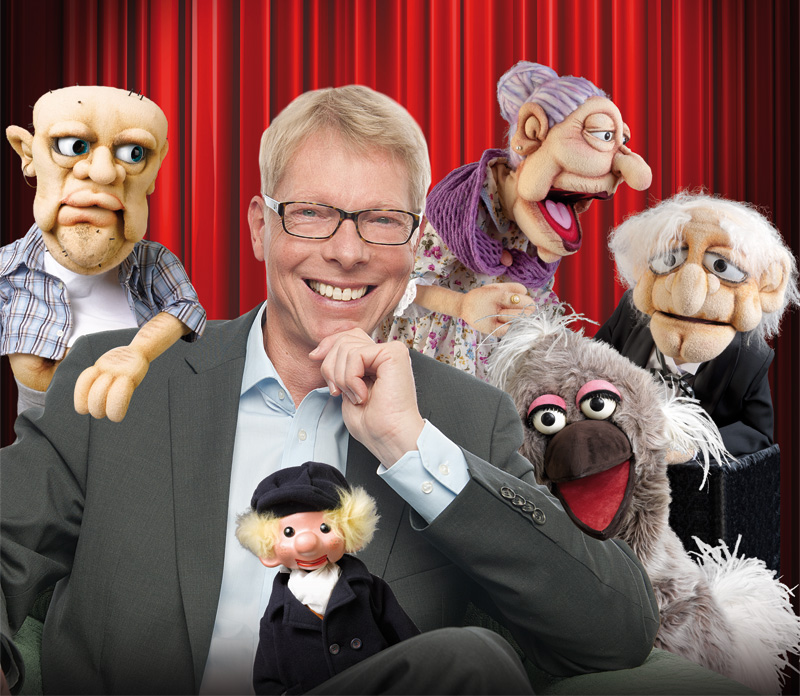
Jörg Jará mit seinen Figuren

Jörg Jará, eigentlich Hans Jörg Pütz (* 1959 in Flensburg), ist ein deutscher Bauchredner und Puppen-Comedian.

## Leben
Pütz, der in Flensburg aufwuchs, beschäftigte sich bereits in der Jugend mit dem Puppenspiel, Stimmentechniken und der Zauberkunst. Nach dem Abitur am Alten Gymnasium in Flensburg und dem Zivildienst in einem Pflegeheim studierte er Volkswirtschaft und Psychologie an der Universität Kiel. Während des Studiums gab Hans Jörg Pütz sich den Künstlernamen „Jörg Jará“. 1980 schrieb er seinen ersten Bauchredner-Dialog und trat als Bauchredner in einer Sendung des Norddeutschen Rundfunks auf. 1984 wurde er von der Direktion des Hansa-Theaters in Hamburg entdeckt und entschloss sich daraufhin, Bauchredner zu werden. Er spezialisierte sich auf konzipierte Shows für Firmen und Verbände und gab Vorstellungen in verschiedenen europäischen Ländern, in Hongkong und auf dem Kreuzfahrtschiff Europa. Er trat in Produktionen der ARD, des ZDF, des NDR, des WDR und des MDR auf. Jörg Jará gastierte außerdem in verschiedenen deutschsprachigen Varietés.
Jörg Jará absolvierte eine Weiterbildung in Transaktionsanalyse und knüpfte damit an sein Psychologiestudium an. Er ist als Berater und Coach für Themen wie Konstruktiver Umgang mit Lampenfieber tätig. Ab Januar 2013 war Jörg Jará mit seinem ersten abendfüllenden Programm „Ich bin viele: Puppen-Comedy mit Jörg Jará“ auf Tournee. Sein aktuelles Theaterprogramm „Puppen-Therapie“ hatte im Januar 2018 Premiere. In dieser Show verbindet Jörg Jará seine Profession als Bauchredner mit seiner Tätigkeit als Transaktionsanalytiker.
Jörg Jará lebt heute in Achterwehr.

## Veröffentlichungen
- Ich bin viele (DVD, 2016)